# La Crique
La Crique är en kommun i departementet Seine-Maritime i regionen Normandie i norra Frankrike. Kommunen ligger i kantonen Bellencombre som tillhör arrondissementet Dieppe. År 2022 hade La Crique 367 invånare.

## Befolkningsutveckling
Antalet invånare i kommunen La Crique
| Referens: INSEE |